# SN 1975T
SN 1975T – supernowa typu II-P odkryta 4 stycznia 1976 roku w galaktyce NGC 3756. W momencie odkrycia miała maksymalną jasność 16,50m.